# Braszów
Braszów (rum. Brașov IPA: [braˈʃov], 1951–1961: (Orașul) Stalin, węg. Brassó, niem. Kronstadt, saski dialekt siedmiogrodzki Krunen) – miasto w środkowej Rumunii, na Wyżynie Transylwańskiej, w okręgu Braszów (Siedmiogród), ok. 166 km od Bukaresztu.

## Dane ogólne
Braszów jest ósmym co do wielkości miastem w Rumunii; węzeł komunikacyjny. Ważny ośrodek naukowy (uniwersytet) i turystyczny.
W mieście znajduje się stacja kolejowa Brașov.
Swoją siedzibę ma tu klub piłkarski FC Brașov założony w 1936 roku.

## Gospodarka
W mieście rozwinął się przemysł maszynowy, metalowy, środków transportu, chemiczny, rafineryjny, włókienniczy, cementowy, poligraficzny, odzieżowy, skórzany, obuwniczy oraz spożywczy.
W Braszowie znajduje się siedziba rumuńskiego producenta autobusów i samochodów ciężarowych Roman S.A. Brașov oraz rumuńskich zakładów lotniczych Industria Aeronautrică Română (IAR). Do 2007 roku w mieście istniała fabryka traktorów Uzina Tractorul Brașov (UTB). Główną siedzibę oraz zakład produkcyjny ulokowała w Braszowie firma BILKA, największy producent stalowych pokryć dachowych w Rumunii.

## Historia
Okolice miasta od XII wieku były zamieszkane przez saskich kolonistów zaproszonych w te rejony przez władcę Królestwa Węgier. W miejscu miasta w 1211 roku Zakon krzyżacki wzniósł warownię w celu ochrony Burzenlandu. Miejscowość w 1235 roku została wymieniona pod nazwą Corona. W 1255 roku Krzyżacy zostali wypędzeni przez króla Węgier. Braszów został wymieniony w 1252 roku w darowiźnie króla Beli IV, w której znalazło się określenie Terra Saxonum de Barasu. W średniowieczu centrum wymiany między Półwyspem Bałkańskim a Mołdawią i Wołoszczyzną. Od XVI wieku jeden z najważniejszych ośrodków luteranizmu w regionie, a także ważny ośrodek nauki, kultury i sztuki Sasów siedmiogrodzkich. W 1539 r. powstała tu pierwsza drukarnia w Siedmiogrodzie, a w 1642 r. pierwsze gimnazjum.
W trakcie V wojny austriacko-tureckiej, Braszów w 1688 roku dostał się pod panowanie cesarza Leopolda I Habsburga. W 1689 r. wielki pożar zniszczył całkowicie miasto, a jego odbudowa trwała kilka dziesięcioleci. W 1849 r. oblegany przez wojska węgierskie Józefa Bema. Od XIII wieku do połowy XIX wieku w mieście dominowali liczebnie Niemcy, następnie zaczęli dominować Węgrzy oraz Rumuni.
W czasie I wojny światowej miasto było okupowane przez wojska rumuńskie między 16 sierpnia a 4 października 1916 roku. Od Traktatu w Trianon w 1920 roku miasto znajduje się w składzie Rumunii. W latach 1951–1961 miasto nazywało się Orașul Stalin (Miasto Stalina). 15 listopada 1987 r. w mieście doszło do protestów przeciwko komunistycznym władzom Rumunii. Protest został jeszcze tego samego dnia stłumiony przez Securitate. W roku 2004 w Braszowie zostały rozegrane Mistrzostwa Świata Seniorów w Kręglarstwie Klasycznym.
15 czerwca 2023 r. działalność rozpoczął Port lotniczy Braszów-Ghimbav.

## Zabytki
- rozległe Stare Miasto, reprezentujące różne style architektoniczne, z ratuszem, którego początki sięgają 1410 roku,
- późnośredniowieczny Czarny Kościół (rum. Biserica Neagră) w stylu gotyckim, wybudowany w latach 1382–1477,
- Cerkiew św. Mikołaja (XIV w.),
- Dzielnica Șchei (Bulgărimea) – dawna dzielnica bułgarska, a potem rumuńska, zlokalizowana poza średniowiecznymi murami miejskimi (wewnątrz murów miejskich znajdowała się dzielnica saska),
- Ratusz (Casa Sfatului / Kronstädter Altes Rathaus),
- Dom Hirschera (Kaufhaus / Casa Negustorilor) z lat 1541–1547 pełniący rolę domu targowego,
- zachowana część murów miejskich z basztami i wieżami miejskimi,
- Brama Katarzyny – Poarta Ecaterinei (Katharinentor) z 1559 roku,
- Brama Șchei (Waisenhausgässertor) z 1827 roku w stylu klasycystycznym,
- synagoga z 1901 roku,
- Strada Sforii (Fadengasse) – najwęższa ulica w Rumunii,
- Rynek miejski,
- Twierdza Braszów (Cetățuia Brașovului),
- Cerkiew Zaśnięcia Najświętszej Marii Panny z 1895 r.

## Ludność
W 1850 r. miasto liczyło 21 782 mieszkańców: 8874 (40,7%) Niemców, 8727 (40%) Rumunów, 2939 (13,4%) Węgrów.
W 1910 r. miasto liczyło 41 056 mieszkańców: 10 841 (26,4%) Niemców, 11 786 (28,7%) Rumunów, 17 831 (43,4%) Węgrów.
W 1920 r. miasto liczyło 40 335 mieszkańców: 12 183 Rumunów, 15 137 Węgrów, 11 293 Niemców.
W 1930 r. miasto liczyło 59 232 mieszkańców: 19 378 Rumunów, 24 977 Węgrów, 13 276 Niemców.
W 1992 r. miasto liczyło 323 736 mieszkańców: 287 535 Rumunów, 31 546 Węgrów, 3418 Niemców.
W 2002 r. miasto liczyło 284 596 mieszkańców: 258 042 Rumunów, 23 176 Węgrów, 1717 Niemców.

## Znane osoby urodzone w Braszowie
- Johannes Honterus (1498-1549) – saskosiedmiogrodzki humanista, teolog i kartograf, w latach 30. XVI w. wykładowca Akademii Krakowskiej, krzewiciel protestantyzmu.
- Teodor Axentowicz (1859-1938) – polski malarz, rysownik i grafik pochodzenia ormiańskiego, profesor i rektor Akademii Sztuk Pięknych w Krakowie[5].
- Peter Maffay (ur. 30 sierpnia 1949) niemiecki piosenkarz, kompozytor, gitarzysta rockowy oraz aktor i producent muzyczny.

## Galeria

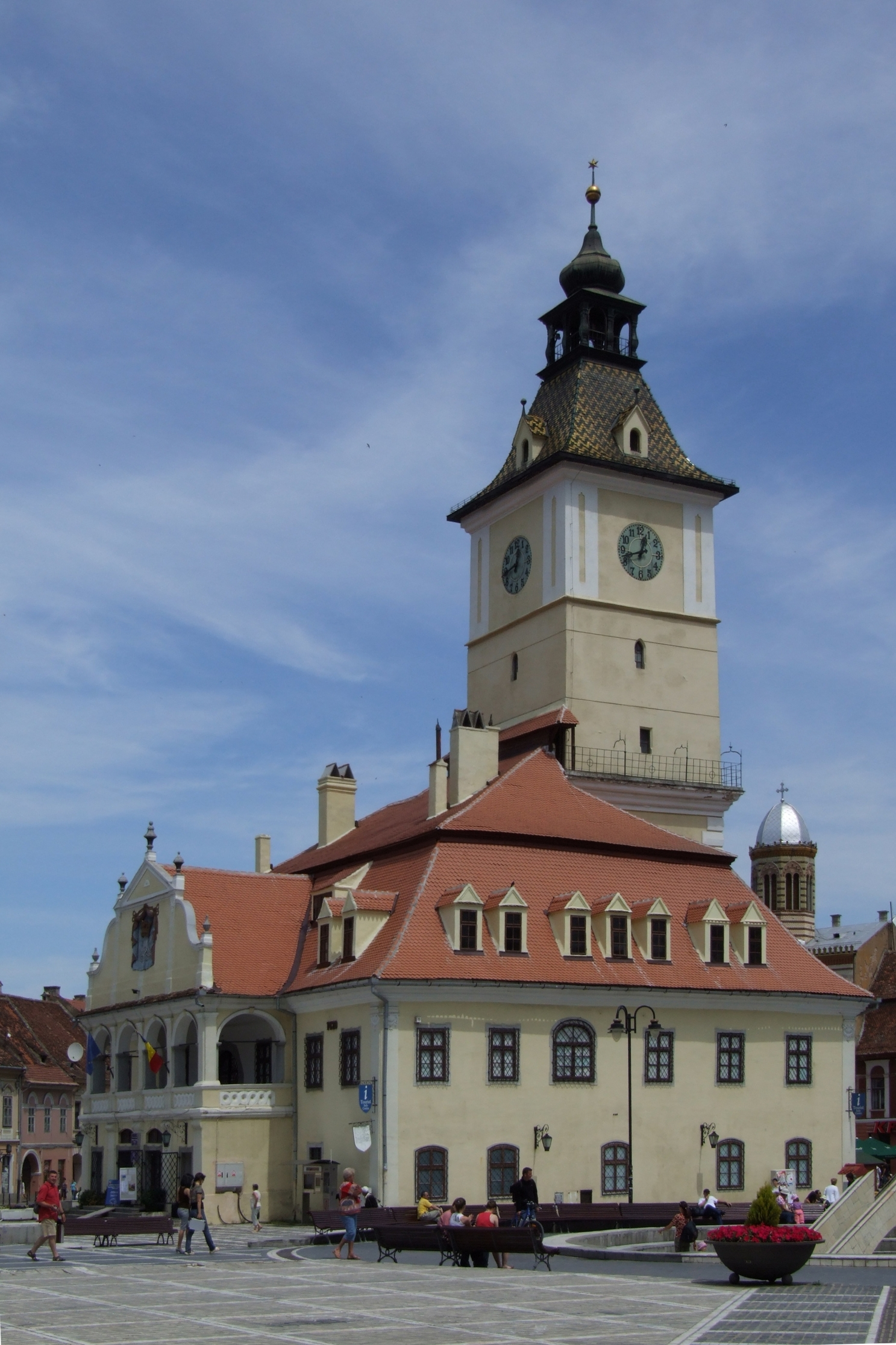
Ratusz
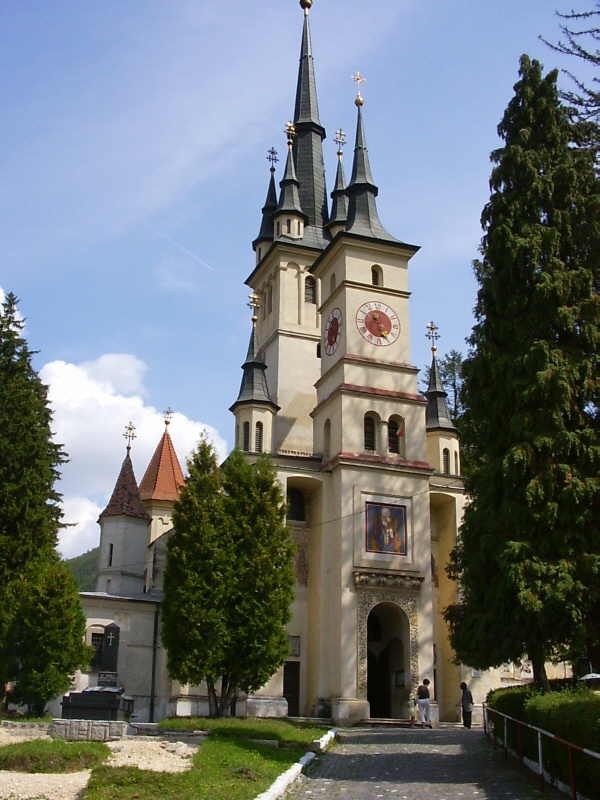
Cerkiew św. Mikołaja
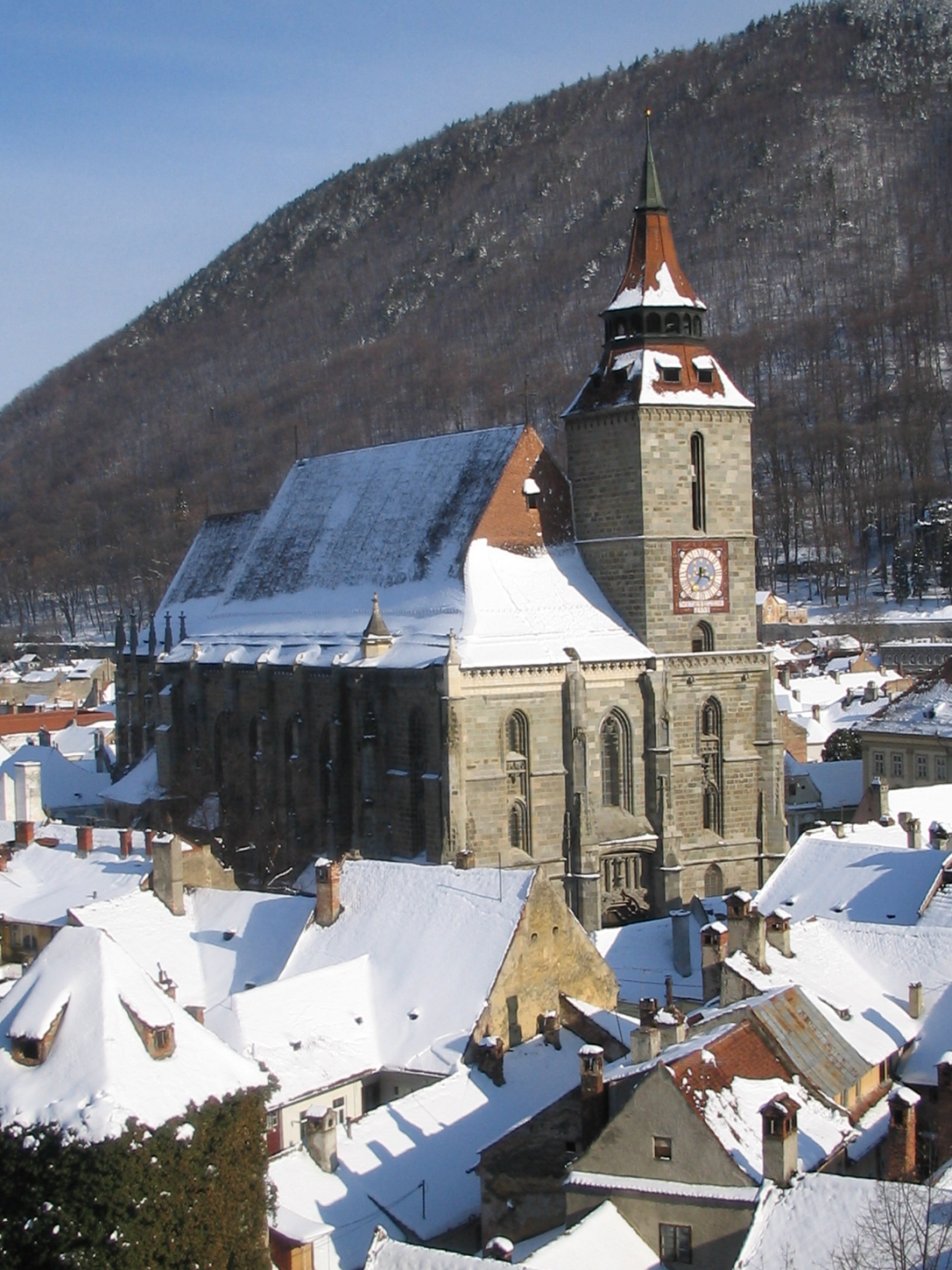
„Czarny Kościół”
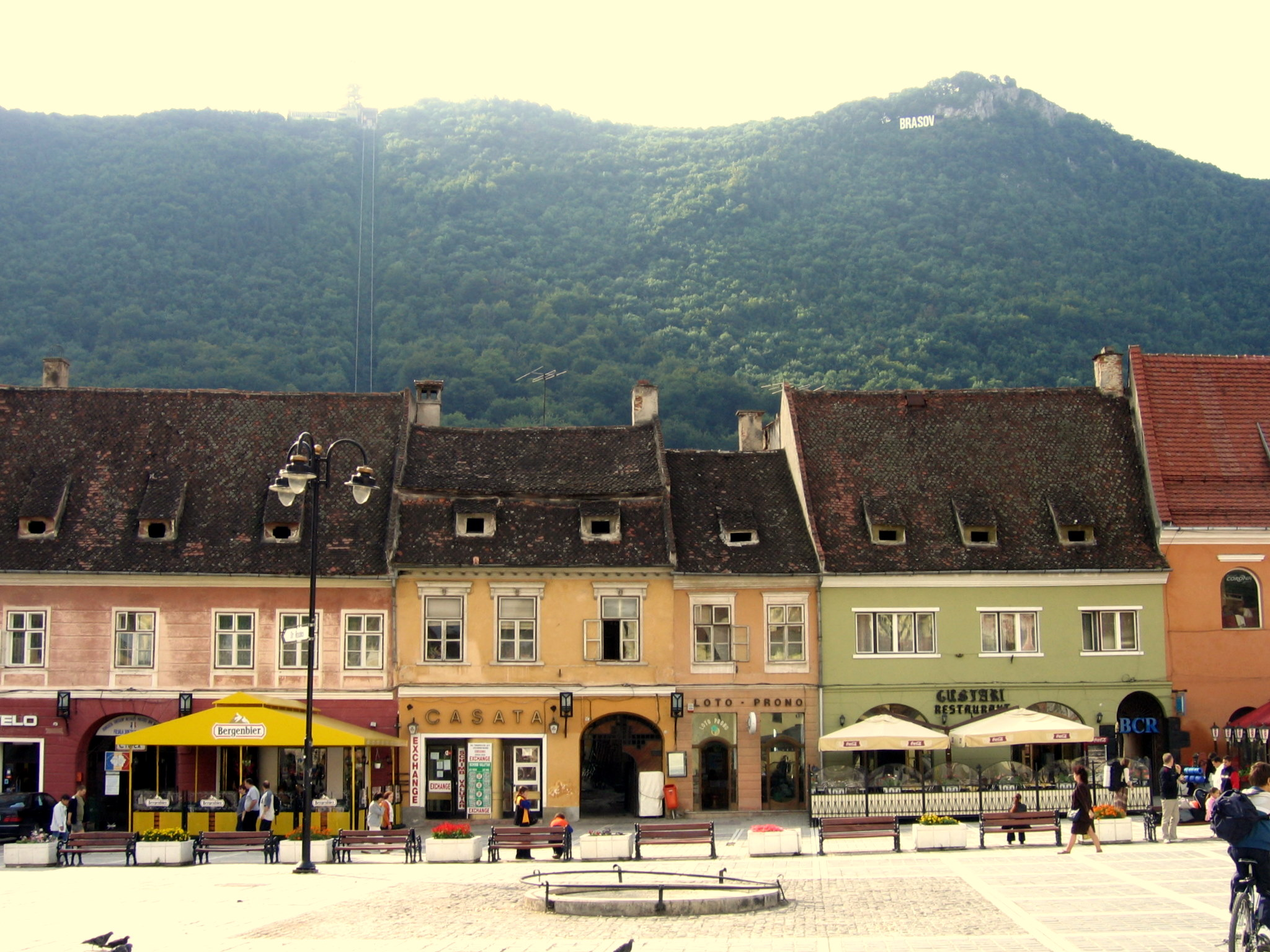
Rynek w Braszowie
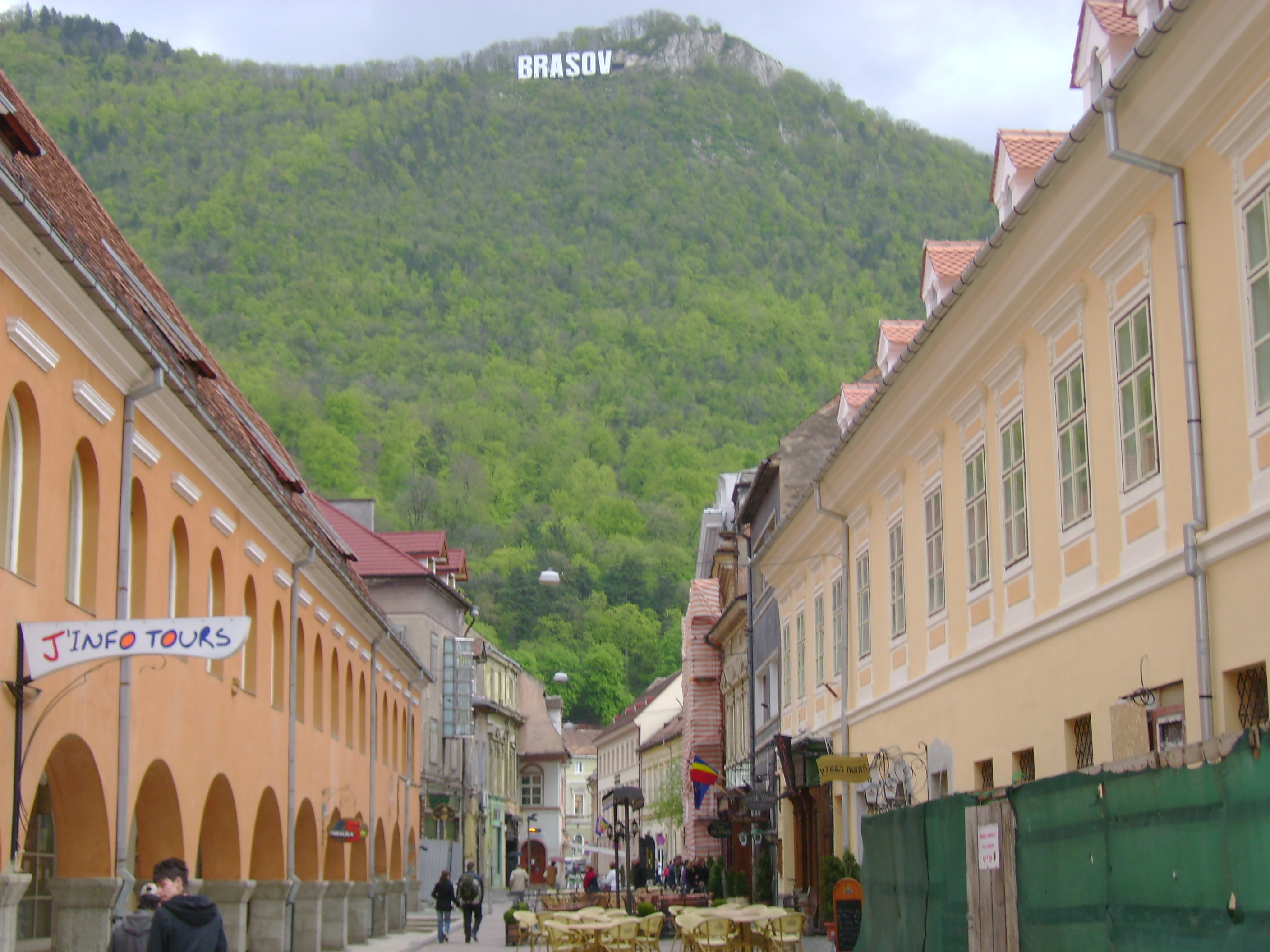
Ulica w Braszowie
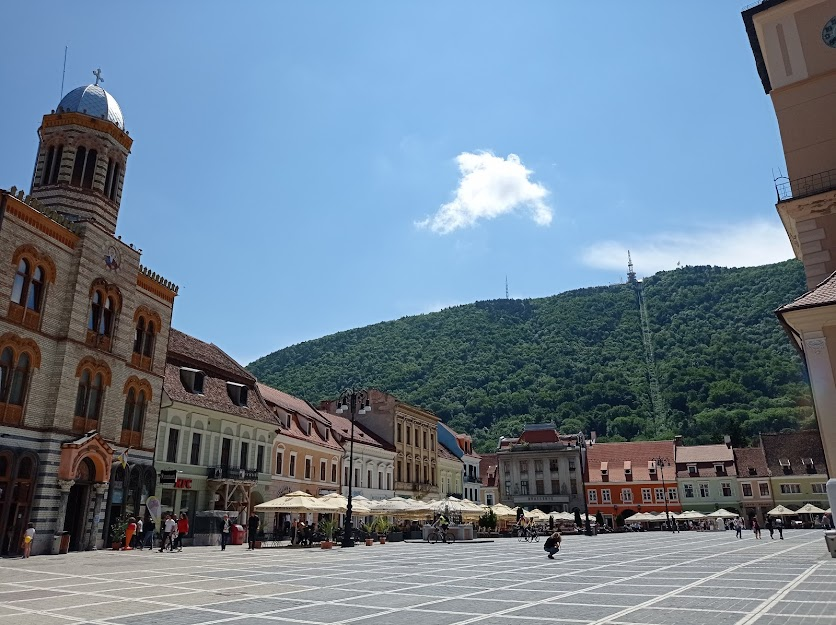
Rynek w Braszowie
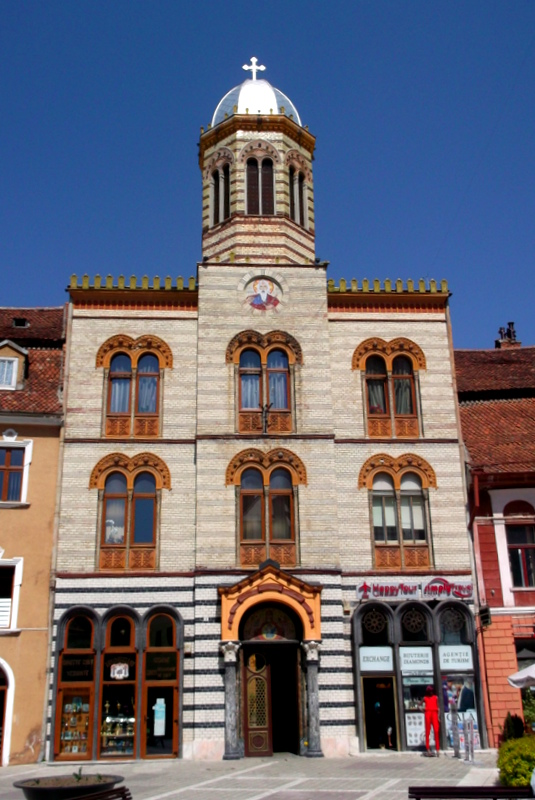
Cerkiew prawosławna Zaśnięcia Bogurodzicy
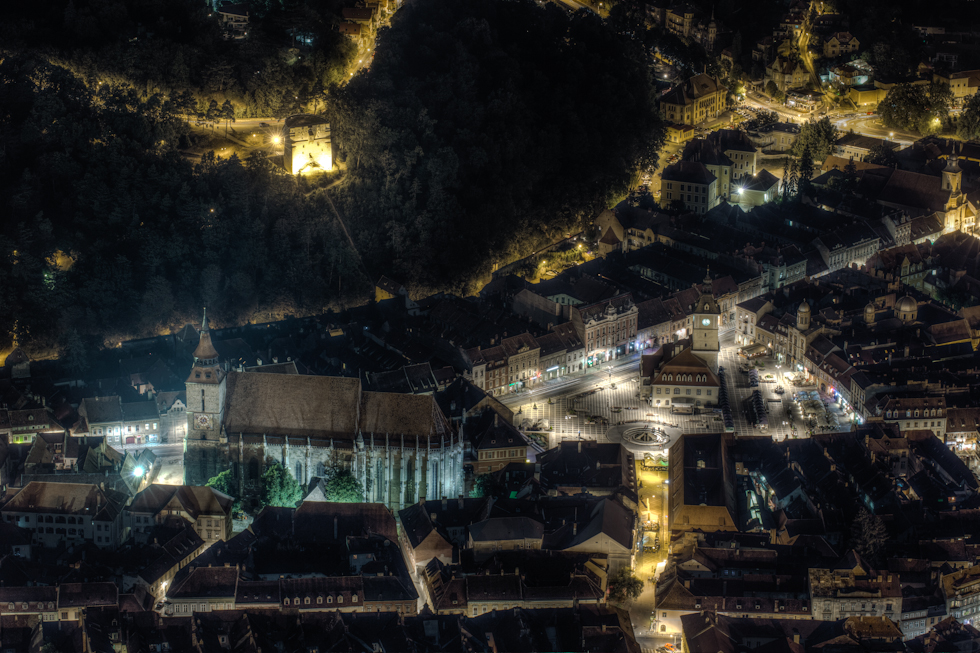
„Czarny Kościół” w nocy
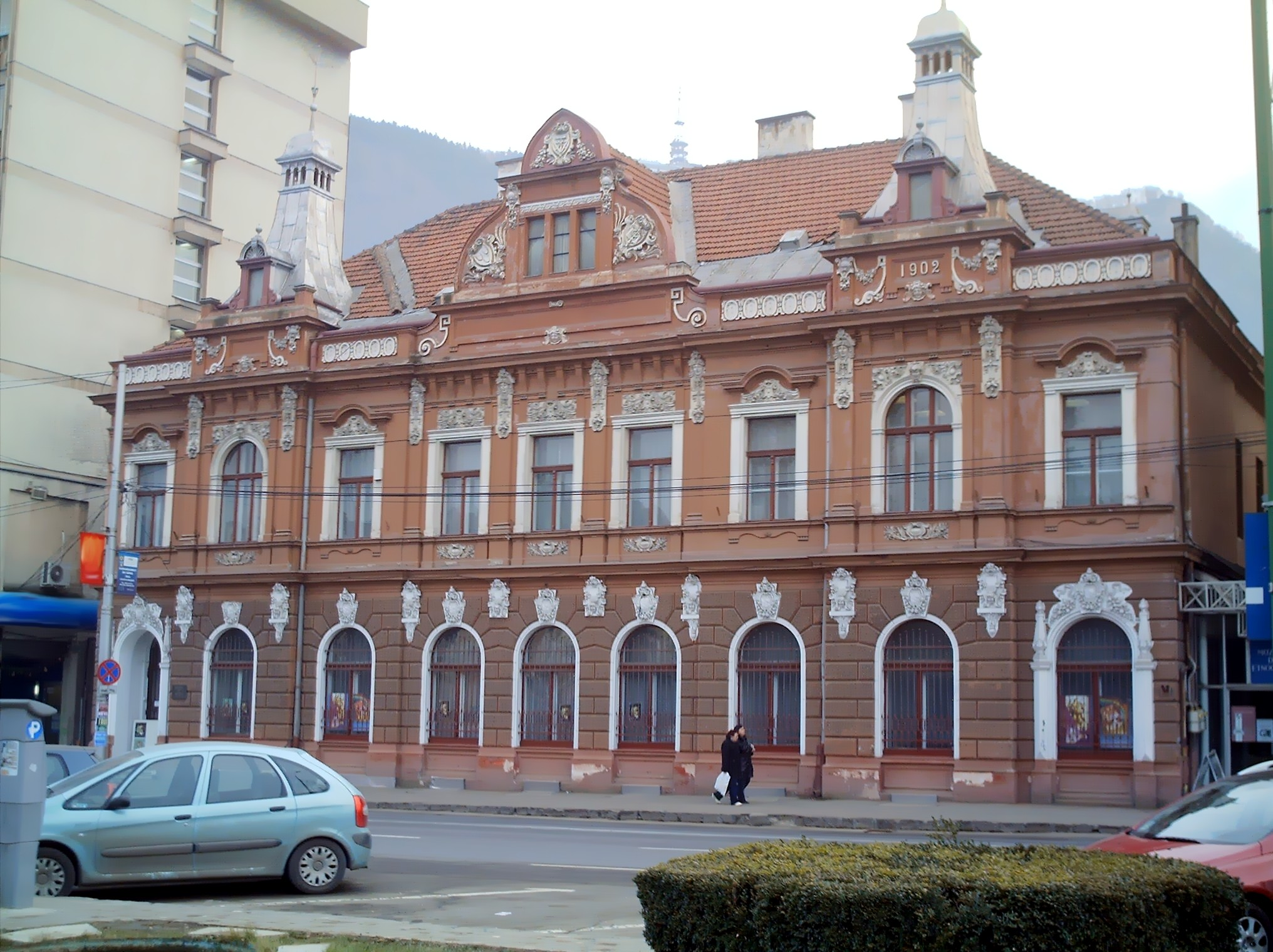
Muzeum Sztuki
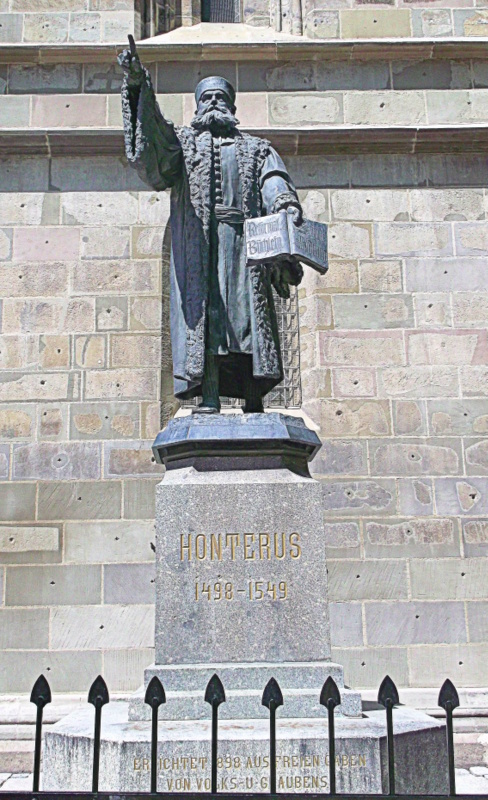
Pomnik Johannesa Honterusa
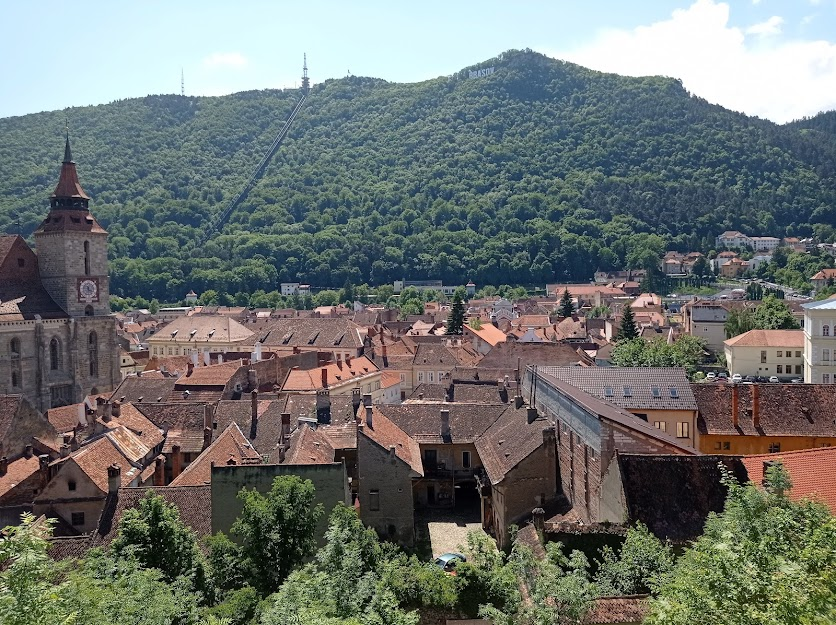
Widok na Stare Miasto
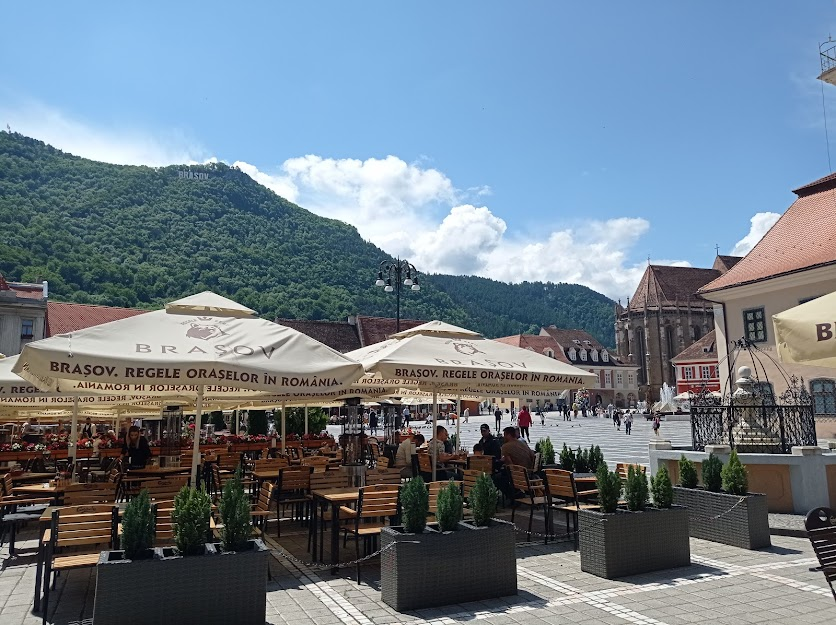
Stary Rynek

## Miasta partnerskie
- Cleveland
- Gandawa
- Győr
- Holstebro
- Leeds
- Mińsk
- Musashino
- Riszon le-Cijjon
- Tampere
- Tours
- Trikala
- Venaria Reale